# ロベール2世 (ドルー伯)
ロベール2世・ド・ドルー （Robert II de Dreux、1154年頃 - 1218年12月28日）は、ドルー伯・ブリー伯・ブレーヌ伯。ドルー伯ロベール1世と、ブレーヌ領主アニェス・ド・ボードモンの子。
第3回十字軍に参加し、アルスフの戦い、1191年のアッコン攻囲戦に参加した。フランスに帰国後、1195年から1198年までイングランド王国と戦った。1210年にはアルビジョワ十字軍に軍を率いて参加し、テルメの戦いに加わっている。彼は、ブローニュ伯との闘争を続ける弟のボーヴェ司教フィリップを助け、1214年のブーヴィーヌの戦いではフィリップ2世軍の左翼を指揮した。
ロベール2世と妻ヨランド・ド・クシーは、ブレーヌにあるサンティヴド修道院付属教会の一族の霊廟に埋葬されている。

## 子女
1177年、マオー・ド・ブルゴーニュと結婚するが、子供がないまま1181年に婚姻無効となっている。
1184年、クシー領主ラウル1世の娘ヨランドと結婚。12子をもうけた。
- ロベール3世（1185年 - 1234年） - ドルー伯
- エレオノール（1186年 - 1248年） - シャトーヌフ・アン・ティメレ領主ユーグ3世の妻
- ピエール・モークレール（1187年 - 1250年） - ブルターニュ公
- イザベル（1188年 - 1242年） - ピエルポン領主ジャン2世の妻
- アリックス（1189年 - 1258年） - サラン領主ゴーシェ4世の妻
- フィリッパ（1192年 - 1242年） - バル伯アンリ2世の妻
- アンリ（1193年 - 1240年） - ランス大司教
- アニェス（1195年 - 1258年） - オーソンヌ伯エティエンヌ2世（アンスカリ家）の妻
- ヨランド（1196年 - 1239年） - ウー伯ラウル2世の妻
- ジャン（1198年 - 1239年） - マコン伯
- ジャンヌ（1199年 - 1272年） - フォントヴロー修道院院長
- ジョフロワ（1200年 - 1219年）